# Lachnobacterium
Lachnobacterium è un genere di batterio appartenente alla famiglia delle Lachnospiraceae.